# You Are the Music…We’re Just the Band
You Are the Music… We’re Just the Band — третий студийный альбом английской хард-рок-группы Trapeze. Записанный с продюсером Нилом Славеном, он был выпущен 16 марта 1972 года лейблом Threshold Records. Сингл «Coast to Coast» был выпущен в апреле 1972 года.

## Об альбоме

### Фон
Это был последний альбом Trapeze, записанный в оригинальном трио (состоящий из Гленна Хьюза, Мела Гэлли и Дэйва Холланда), когда Хьюз покинул группу в 1973 году, чтобы присоединиться к Deep Purple.

### You Are the Music … We Just the Band
Застряв на долгое время в Америке, коллектив все реже бывал на родине, но когда такое случалось, что шофером у музыкантов подрабатывал сам «цеппелин» Джон Бонэм, являвшийся их страстным поклонником?

### Запись
Весь 1971 год группа потратила на гастроли, однако, с июня по июль 71-го успела записать некоторый материал (но ранее, с ноября 70-го по январь 71-го, было записано три песни), и лишь в первую неделю января 1972-го вернулась в студию, чтобы окончательно записать пластинку, получившей название от своего последнего трека «You Are The Music… We’re Just The Band».

### Выпуск альбома и уход Гленна Хьюза
Коллектив несколько смягчил саунд и добавил в свой музыкальный коктейль щедрую порцию соула, однако число хвалебных откликов от этого не уменьшилось. Серьёзный удар «Trapeze» получили летом 1973 года, когда Хьюза ангажировали в «Deep Purple».
Альбом был выпущен 16 марта 1972 года. Также он стал первым, продюсером которого не занимался Джон Лодж, и в нём приняли участие множество приглашенных исполнителей, в том числе гитарист Би Джей Коул, пианист Род Арджент и саксофонист Джимми Гастингс. Пять из восьми песен альбома были написаны Хьюзом, а остальные три были написаны [Мелом] Гэлли и его братом Томом.

## Приём
| Оценки критиков | Оценки критиков |
| Источник        | Оценка          |
| --------------- | --------------- |
| AllMusic        | [ 4 ]           |
| Variety         | (favourable)    |

Критические отзывы о You Are the Music … We Just the Band были в целом положительными. Variety назвала альбом «еще одним хард-роком, установленным Trapeze».. Джефф Бартон (Classic Rock) в обзоре переиздания 2003 года охарактеризовал запись как «фанковый, прогрессивный блюз-рок. Молодой Хьюз играет на всех струнах, а гитара Гэлли издаёт такой фантастический глубокий рык, который уже невозможно воспроизвести в наши дни».

### Наследие
Ретроспективный обзор AllMusic, Ричард Фосс хвалит вокальное исполнение Хьюза и «более мягкие мелодии» альбома. Фосс назвал «Coast to Coast» и «What Is a Woman’s Role» в качестве отдельных моментов.

## Треклист
| №                   | Название                                                        | Автор(ы)               | Длительность |
| ------------------- | --------------------------------------------------------------- | ---------------------- | ------------ |
| 1.                  | «Keepin' Time»                                                  | Mel Galley, Tom Galley | 3:42         |
| 2.                  | «Coast to Coast»                                                | Glenn Hughes           | 4:02         |
| 3.                  | «What Is a Woman's Role»                                        | Hughes                 | 5:45         |
| 4.                  | «Way Back to the Bone»                                          | Hughes                 | 5:30         |
| 5.                  | «Feelin' So Much Better Now»                                    | Hughes                 | 3:40         |
| 6.                  | «Will Our Love End»                                             | Hughes                 | 5:07         |
| 7.                  | «Loser»                                                         | M. Galley, T. Galley   | 4:45         |
| 8.                  | «You Are the Music» (You Are the Music ... We're Just the Band) | M. Galley, T. Galley   | 5:21         |
| Общая длительность: | Общая длительность:                                             | Общая длительность:    | 37:52        |

## Персонал
Trapeze
- Гленн Хьюз — бас-гитара, вокал
- Мел Гэлли — гитара
- Дейв Холланд — ударные, барабаны, перкуссия

Технический состав
- Нил Славен — производство
- Джон Бернс — инженерия
- Дэйв Гринстед — инженерия
- Гарри Данн — фотография
- Фин Костелло — фотография
- Гарри Шарп-Янг — вкладыши

Приглашенные музыканты
- Би Джей Коул — слайд-гитара в песнях «Keepin 'Time» и «Coast to Coast»
- Род Арджент — электрическое пианино в песне «Coast to Coast», фортепиано в песнях «Feelin 'So Much Better Now» и «You Are the Music … We’re Just the Band»
- Кирк Дункан — электрическое пианино в песне «What Is a Woman’s Role»
- Джон Огден — перкуссия на тему «What Is a Woman’s Role»
- Фрэнк Рикотти — вибрафон на «Will Our Love End»
- Джимми Гастингс — альт-саксофон на «Will Our Love End»